# 多帶雙帆魚
多帶雙帆魚（學名：Dichistius multifasciatus），為輻鰭魚綱鱸形目鱸亞目雙帆魚科的其中一種，分布於西印度洋南非川斯凱至馬達加斯加海域，本魚體呈橢圓形，背部高，吻圓鈍，口小，尾柄長，尾鰭叉形，體色為褐色，體側具有數條深色橫帶，背鰭硬棘10枚；背鰭軟條21-23枚；臀鰭硬棘3枚；臀鰭軟條13-14枚，體長可達35公分，體重可達1.7公斤，棲息在沿海及河口底中層水域，屬肉食性，以軟體動物及甲殼類為食，生活習性不明，具有商業價值的食用魚及遊釣魚。
其种加词“multifasciatus”意为“多带的”。